# Otaviano Costa
Otaviano José da Costa (Cuiabá, 13 de maio de 1973) é um apresentador, ator e radialista brasileiro.

## Carreira
Em 1990, aos dezessete anos, mudou-se para São Paulo e conseguiu um emprego como locutor na Rádio Jovem Pan, no programa Pandemônio. Ele já passou pelo SBT, CNT, Band, Rede Record e Rede Globo, onde atuava como animador de plateia do Domingão do Faustão, além da MTV. Na TV, apresentou três programas na MTV: "Clipes animados", "Mega Max" e "Big Vid", todos em 1990. No mesmo ano, ele fez a sua primeira atuação, na "Escolinha do Golias" e, em 1994, interpretou Tavinho em Éramos Seis Ficou conhecido como apresentador em 1999, quando substituiu Luciano Huck no Programa H, da Band, que mudou de nome para Superpositivo posteriormente.
Em 2001 transferiu-se para a RecordTV, onde apresentou o programa Domínio Público e os game shows Jogos de Família, No Vermelho, Bahia 50 Graus e integrou o primeiro time de apresentadores do Domingo Espetacular. Em 2005 retornou para a Band, embora seu programa Clube do Fã tenha ficado apenas um ano no ar. Em 2007 voltou para a RecordTV, onde retomou a carreira de ator na telenovela Amor e Intrigas, interpretando o antagonista Bruno, pelo qual foi indicado para diversos prêmios, incluindo Ator Revelação no Prêmio Contigo! de TV. Pela repercussão de seu papel, foi convidado pela Rede Globo para integrar a telenovela Caras & Bocas, emendando outros trabalhos como ator em Morde & Assopra e Salve Jorge.
Entre 2012 e 2018 integrou a bancada de comentaristas do programa Amor & Sexo. Entre 2013 e 2014 tornou-se repórter do programa Vídeo Show e, entre 2015 e 2018 foi alçado ao posto de apresentador. No dia 12 de junho de 2017, tornou-se apresentador do novo programa No Ar Com Otaviano Costa da Rádio Globo. Em 5 de janeiro de 2019 estreia o Tá Brincando seu próprio programa nos sábados da Rede Globo, mas após a baixa audiência da primeira temporada Otaviano e a Rede Globo encerram seus vínculos. Em 13 de janeiro de 2022, o apresentador assina com o SBT e passa a comandar o Mestres da Sabotagem, que ganha o acréscimo do título Cozinhe se Puder a partir de sua terceira temporada. O reality é produzido em parceria com a Discovery.
Retorno à Band
Em fevereiro de 2025, voltou a assinar com a Band. O apresentador comandará a nova versão do Melhor da Noite.

## Vida pessoal
Otaviano Costa é descendente de libaneses por linha paterna. Casou-se em 2006 com a atriz Flávia Alessandra e em 5 de outubro de 2010 nasceu sua primeira filha, Olívia.
Cirurgia cardíaca em 2024
O ator e apresentador disse no dia 22/07/2024 que foi submetido a uma cirurgia no peito devido a um aneurisma da aorta. Em vídeo publicado nas redes sociais, Otaviano afirmou que descobriu a doença há cerca de 30 dias, quando começou a sentir dores abdominais e se consultou com um cardiologista no dia 6 de junho.

## Filmografia
Televisão
| Ano           | Título                          | Papel                  | Notas                        |
| ------------- | ------------------------------- | ---------------------- | ---------------------------- |
| 1990          | A Escolinha do Golias           | Aguidalberto Boa Pinta | Episódio: "Piloto"           |
| 1990–92       | Clipes Animados MTV             | Apresentador           |                              |
| 1990–91       | Mega Max MTV                    | Apresentador           |                              |
| 1992          | Big Vid MTV                     | Apresentador           |                              |
| 1993          | CheckPoint                      | Apresentador           |                              |
| 1993          | Casa da Angélica                | Locutor/Repórter       |                              |
| 1994          | Éramos Seis                     | Tavinho                |                              |
| 1995          | TV Teen                         |                        |                              |
| 1998–99       | Domingão do Faustão             | Repórter               |                              |
| 1999–01       | Superpositivo                   | Apresentador           |                              |
| 2001–02       | Domínio Público                 | Apresentador           |                              |
| 2002–03       | Jogos de Família                | Apresentador           |                              |
| 2003–04       | No Vermelho                     | Apresentador           |                              |
| 2004          | Domingo Espetacular             | Apresentador           |                              |
| 2005          | Clube do Fã                     | Apresentador           |                              |
| 2007          | Amor e Intrigas                 | Bruno Molinaro         |                              |
| 2009          | Caras & Bocas                   | Adenor Cosme de Lima   |                              |
| 2011          | Morde & Assopra                 | Élcio Costa / Elaine   |                              |
| 2011          | Macho Man                       | Pajé Pena de Rabo      |                              |
| 2012          | Salve Jorge                     | Haroldo Quadros        |                              |
| 2012–18       | Amor & Sexo                     | Apresentador           |                              |
| 2013–18       | Vídeo Show                      | Apresentador           |                              |
| 2015–19       | Escolinha do Professor Raimundo | Ptolomeu               |                              |
| 2016          | Os Suburbanos                   | Otaviano               | Episódio: "Suburbality"      |
| 2018          | Malhação: Vidas Brasileiras     | Otávio José            | Episódio: "15 de outubro"    |
| 2019          | Tá Brincando                    | Apresentador           |                              |
| 2020          | Extreme Makeover Brasil         | Apresentador           |                              |
| 2020–24       | OtaLab                          | Apresentador           |                              |
| 2022–23       | Cozinhe se Puder                | Apresentador           |                              |
| 2024          | Ilha da Tentação Brasil         | Apresentador           |                              |
| 2025–presente | Melhor da Noite                 | Apresentador           |                              |
| 2025          | Vídeo Show                      | Apresentador           | Especial 60 anos da TV Globo |

### Cinema
| Ano  | Título               | Personagem    |
| ---- | -------------------- | ------------- |
| 2011 | Retrato Falhado      | Romeu Marra   |
| 2012 | A Volta de Pixote    | Gustavo       |
| 2013 | Nelson Ninguém       | Viktor Lakaio |
| 2024 | Vidente por Acidente | Ulisses       |

### Dublagem
| Ano  | Título             | Personagem           |
| ---- | ------------------ | -------------------- |
| 2015 | Divertida Mente    | Medo (voz)           |
| 2017 | O Touro Ferdinando | Hans (voz)           |
| 2018 | Os Incríveis 2     | Winston Deavor (voz) |
| 2024 | Divertida Mente 2  | Medo (voz)           |

## Prêmios e indicações
| Ano  | Prêmio                    | Categoria                      | Indicação        | Resultado |
| ---- | ------------------------- | ------------------------------ | ---------------- | --------- |
| 2007 | Prêmio Quem de Televisão  | Ator Revelação                 | Amor e Intrigas  | Indicado  |
| 2008 | Prêmio Extra de Televisão | Ator Revelação                 | Amor e Intrigas  | Indicado  |
| 2008 | Prêmio Contigo! de TV     | Ator Revelação                 | Amor e Intrigas  | Indicado  |
| 2011 | Prêmio Extra de Televisão | Melhor Ator Coadjuvante        | Morde & Assopra  | Indicado  |
| 2015 | Prêmio Extra de Televisão | Melhor apresentador            | Vídeo Show       | Indicado  |
| 2020 | Splash Awards             | Melhor Apresentador(a)         | OtaLab           | Pendente  |
| 2024 | Prêmio iBest              | Apresentadores de TV/Streaming | Cozinhe se Puder | Pendente  |
| 2024 | Prêmio iBest              | Influenciador Mato Grosso      | Otaviano Costa   | Pendente  |